# Центральная военная комиссия (Вьетнам)
Центральная военная комиссия Вьетнама (вьет. Quân ủy Trung ương (Việt Nam)), ранее — Центральная военная комиссия партии — высший орган военной политики Вьетнама. Была создана вскоре после создания ДРВ. С середины 1980-х комиссию возглавляет генеральный секретарь Коммунистической партии Вьетнама, в её состав входят представители высшего партийного и военного руководства страны, персональный состав утверждается Центральным Комитетом КПВ. Комиссия несёт ответственность перед политбюро и секретариатом ЦК КПВ.
В настоящее время Центральную военную комиссию возглавляет генеральный секретарь ЦК КПВ, президент Вьетнама Нгуен Фу Чонг.
В течение вьетнамской войны армия имела большой политический вес, что проявлялось в частности, в том, что членами политбюро было по крайней мере 2 генерала Вьетнамской народной армии (ВНА). После окончания войны в 1975 году число генералов, представленных в высших партийных органах, постепенно уменьшалась. ВНА сыграла большую роль в экономическом развитии страны: в 1993 году пять из тридцати трех министерств Вьетнама возглавляли бывшие генералы. Ввиду роли армии в экономическом развитии Вьетнама, Министерство обороны создало Главное управление экономического развития.

## Руководители Центральной военной комиссии
- Во Нгуен Зяп (1946—1977)
- Ле Зуан (1978—1984)
- Ван Тиен Зунг (1984—1986)
- Чыонг Тинь (1986)
- Нгуен Ван Линь (1987—1991)
- До Мыой (1991—1997)
- Ле Кха Фьеу (1997—2001)
- Нонг Дык Мань (2001—2011)
- Нгуен Фу Чонг (2011—2024).

## Персональный состав Центральной военной комиссии (2015—2020)
- Руководитель (секретарь): Нгуен Фу Чонг, генеральный секретарь ЦК КПВ, президент СРВ;
- Заместитель: Нго Суан Лить, министр обороны Вьетнама;
- Постоянные члены Центральной военной комиссии: Нгуен Суан Фук (премьер-министр Вьетнама), генерал-полковник Лыонг Кыонг (начальник Главного политического управления Вьетнамской народной армии, председатель ревизионной комиссии Центрального военного совета), генерал-полковник Фан Ван Зянг (начальник Генерального штаба, заместитель министра обороны), генерал-полковник Нгуен Ти Винь (заместитель министра обороны), генерал-лейтенант Чан Дон (заместитель министра обороны);
- 13 членов Центральной военной комиссии.